# Ахмыль
Ахмыль — река в России, протекает по Юргинскому району Тюменской области. Устье реки находится в 105 км по левому берегу реки Юрга. Длина реки составляет 10 км.
Система водного объекта: Юрга → Тобол → Иртыш → Обь → Карское море.

## Данные водного реестра
По данным государственного водного реестра России относится к Иртышскому бассейновому округу, водохозяйственный участок реки — Тобол от впадения реки Исеть и до устья, без рек Тура, Тавда, речной подбассейн реки — Тобол. Речной бассейн реки — Иртыш.
Код объекта в государственном водном реестре — 14010502612111200004247.